# Prausnitz-Küstner-Versuch
Der Prausnitz-Küstner-Versuch oder die Prausnitz-Küstner-Reaktion stellt einen Test auf eine Allergie vom Soforttyp dar. Er zeigt  nach intrakutaner Injektion eines sterilen Allergikerserums beim Nichtsensibilisierten eine örtliche allergisch-hyperergischen Gewebsreaktion.
Carl Prausnitz und sein Assistent Heinz Küstner (* 1897) veröffentlichten 1921 die Ergebnisse ihrer Selbstversuche: Küstner war gegen Fisch allergisch und Prausnitz gegen Pollen. Wenn Küstners Serum in die Haut von Prausnitz injiziert wurde, entwickelte sich dort schnell eine entzündliche Quaddel nach der Injektion von Fischantigen.
Dieser Versuch wies erstmals hautsensibilisierende Antikörper nach. 1925 wurden sie von Coca und Grove als „Reagine“ bezeichnet und  1967 von K. und T. Ishizaka als IgE identifiziert. Der Prausnitz-Küstner-Versuch war eine wichtige Grundlage der Allergieforschung und wurde auch in der Praxis eingesetzt. Da jedoch Übertragungen von Infektionskrankheiten nicht ausgeschlossen werden können, ist inzwischen die technisch einfachere IgE-Bestimmung an seine Stelle getreten.